# NGC 7467
NGC 7467 este o galaxie situată în constelația Pegas. A fost descoperită în 23 octombrie 1864 de către Albert Marth.